# Varna (miasto Šabac)
Varna (cyr. Варна) – wieś w Serbii, w okręgu maczwańskim, w mieście Šabac. W 2011 roku liczyła 1574 mieszkańców.